# العرقة (الطيال)

تعديل مصدري - تعديل

العرقة هي إحدى قرى عزلة جبل اللوز بمديرية الطيال التابعة لمحافظة صنعاء، بلغ تعداد سكانها 331 نسمة حسب تعداد اليمن لعام 2004.